# ドビュッシーの墓のために
讃歌『ドビュッシーの墓のために』（仏: Homenaje pour "Le Tombeau de Claude Debussy"）は、マヌエル・デ・ファリャが作曲したギターのための作品である。『礼讃曲』や『ドビュッシーの墓碑銘のための讃歌』などと表記されることもある。作品番号ではG.56の番号が与えられている。

## 概要
ファリャの唯一のギター曲で、1920年に追悼曲集『クロード・ドビュッシーのトンボー』のために作曲されたものである。ファリャは1907年から1914年にかけてパリで生活しており、同地でドビュッシーと親交を結んでいたという。
ファリャは作曲の際、作品の終結部においてドビュッシーのピアノ曲『版画』の第2曲『グラナダの夕暮れ』の旋律を引用している。また同年にピアノ曲として編曲しており（作品番号:G.57）、後年に管弦楽編曲版（作品番号:G.86の第2曲）も残している。
ナルシソ・イエペスをはじめとする、多くのギタリストによって演奏・録音がなされていることから、知られている作品となっている。

## 参考資料
イェラン・セルシェル:『ギター名曲集』のブックレートの一部（DG）、他